# Niningerite
La niningerite è un minerale appartenente al gruppo della galena.